# L'India vista da Rossellini
L'India vista da Rossellini è una serie di 10 documentari realizzati da Roberto Rossellini e trasmessi dal Programma Nazionale nel 1959.

## Il programma
I documentari, trasmessi a partire dal 7 gennaio 1959 all'interno della rubrica I viaggi del Telegiornale, sono il frutto della notevole mole di materiale girato da Rossellini nel suo viaggio nel Paese asiatico che aveva portato l'anno precedente alla realizzazione del film India.
Ogni episodio è ambientato in una sala cinematografica ed introdotto da un'intervista al regista dal giornalista Marco Cesarini Sforza (con la collaborazione di Giuseppe Sala) sul tema trattato nella puntata; quest'ultima poi alterna le riprese della conversazione tra i due alla proiezione del filmato che viene commentato in diretta dagli stessi.

## Puntate
Questi i titoli delle dieci puntate della serie:
1. India senza miti
2. Bombay, la porta dell'India
3. Architettura e costumi a Bombay
4. Varsova
5. Verso il Sud
6. Le lagune del Malabar
7. Il Kerala
8. Hirakound
9. Il Pandit Nehru
10. Gli animali in India